# Alfred Eisenstaedt

Alfred Eisenstaedt (6. prosinca 1898. – 23. kolovoza 1995.) je bio Amerikanac podrijetlom iz Njemačke, bavio se fotografiranjem i fotoreportom. Počeo je svoju karijeru prije Drugog svjetskog rata u Njemačkoj, nakon selidbe u Ameriku počela su isticanja kao fotografer u časopisu Life Magazine, koje su koristile preko 90 njegovih slika kao pozadinu i preko 2,500 objavljenih fotografija.
Među najpoznatijama pozadinama je uslikao na Dan pobjede Japana (eng. V-J Day) na Time Square u New Yorku tokom proslave, pokazivajući "bujnog Američkog mornara koji ljubi medicinsku sestru u plesnom zanosu"
Eisenstaedt je bio "...Poznat po svojoj sposobnosti da uhvati nezaboravne slike važnih ljudi, uključujući državnika, filmske zvijezde i umjetnike".